# Accalathura barnardi
Accalathura barnardi är en kräftdjursart som först beskrevs av Hugo Frederik Nierstrasz 1941.  Accalathura barnardi ingår i släktet Accalathura och familjen Leptanthuridae. Inga underarter finns listade i Catalogue of Life.